# John Carroll University
Die John Carroll University (JCU) (John-Carroll-Universität) ist eine Privatuniversität des Jesuitenordens in University Heights bei Cleveland, Ohio, Vereinigte Staaten von Amerika. Die Universität ist Mitglied der Association of Jesuit Colleges and Universities. Der Wahlspruch der JCU lautet: Ad maiorum Dei gloriam (Zum größeren Ruhm Gottes). Es ist gleichzeitig der Wahlspruch der Jesuiten.

## Geschichte
Sie wurde 1886 zunächst als Hochschule unter dem Namen Saint Ignatius gegründet und 1923 in John Carroll University umbenannt. Sie ist die 19. von 28 Hochschulen der Jesuiten in den USA und wurde 97 Jahre nach der Georgetown-Universität, deren Gründer Bischof John Carroll war, errichtet. Später wurde die Umbenennung in die heutige Bezeichnung vorgenommen. Seit Mitte des 20. Jahrhunderts hat sie sich zu einer der bekannten Universitäten in den USA entwickelt, mit der Folge, dass die Infrastruktur verbessert und erweitert werden konnte.

### Ziele und Methoden
Die aus Deutschland stammenden Jesuiten, die während des Kulturkampfes ihre Heimat verlassen mussten, brachten die traditionellen Schulstrukturen mit. Ihre Ziele waren auf die moralische und intellektuellen Ausbildung junger Männer ausgerichtet, die in einer religiösen Gemeinschaft leben sollten. Die Ausbildung war auf den klassischen siebenjährigen Schulgang angelegt, wobei in den ersten drei Jahren Fremdsprachen und Basiswissen vermittelt wurden und die Schüler auf den Universitätszweig vorbereitet wurden. Die nächsten drei Jahre galten der klassischen Literatur, der lateinischen und griechischen Sprache sowie der Poesie. Im letzten Jahr wurden die Schüler in Forschung, Geschichte und Geografie und Philosophie unterrichtet. Nach Abschluss und Beendigung des sechsten Schuljahrs erhielten die Schüler ein Zeugnis, nur wer das siebte Jahr erfolgreich absolvierte, konnte zum Bachelor graduiert werden.

### Entwicklungen

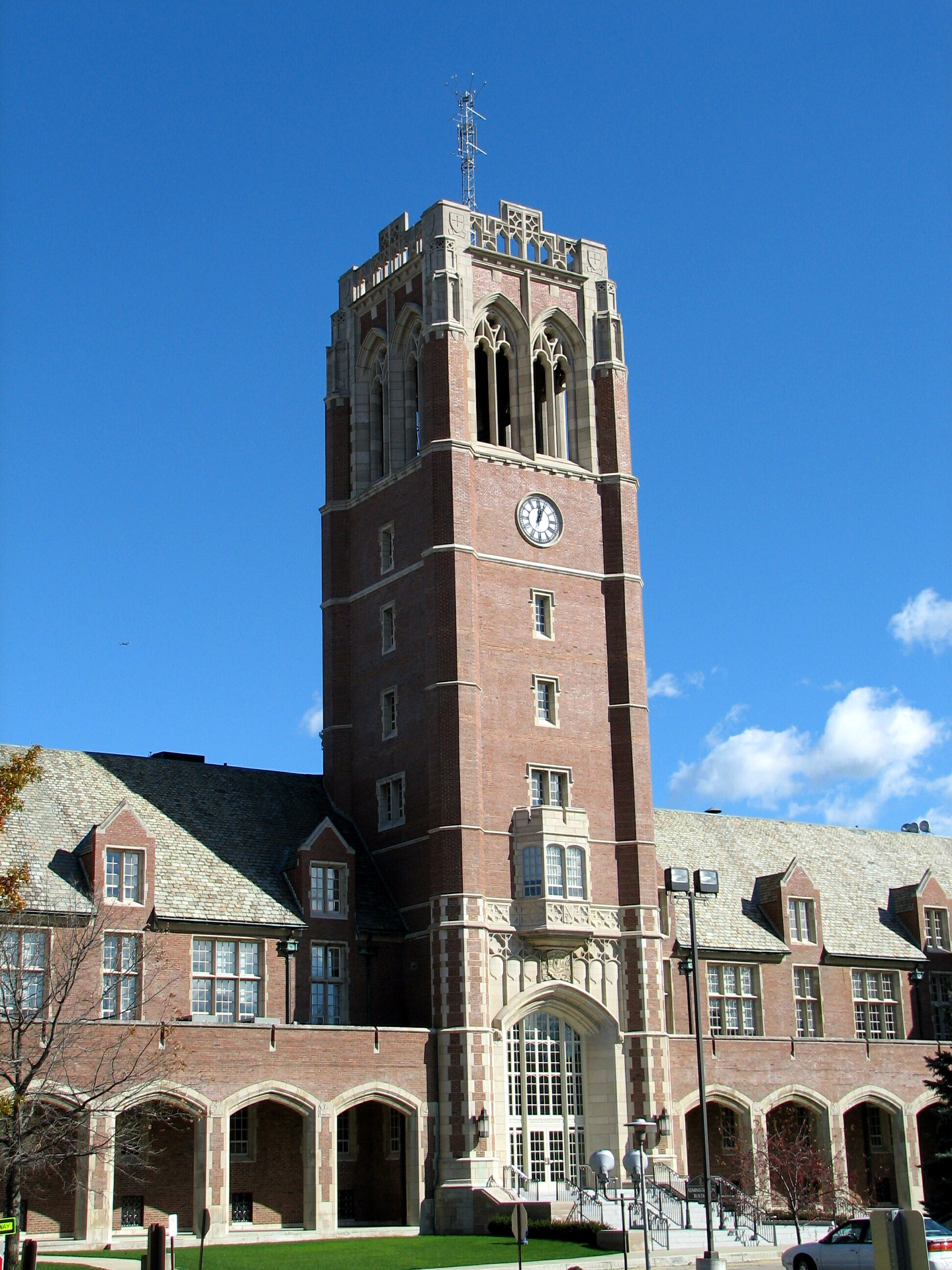
Turm des Verwaltungsgebäudes der JCU

1923 erhielt die Jesuitenhochschule ihren jetzigen Namen John Carroll University. John Carroll war der erste römisch-katholische Bischof in den USA. Im September 1935 zog die Universität nach University Heights ca. 20 Kilometer östlich  von Cleveland. Im September 1968 erfolgte die erste Zulassung von Studentinnen. In den letzten Jahren fanden umfangreiche Vergrößerungsarbeiten und Gründungen von Zentren und Instituten statt. Ab Oktober 2005 amtierte der 24. Präsident der Universität, Robert Niehoff, ab 2018 war Michael D. Johnson 25. Präsident.

## Organisation
Die Universität besteht aus drei Einheiten: der Hochschule für Kunst und Wissenschaften, der Schule für Wirtschaftslehre und einer akademischen Hochschule. In der Schule für Wirtschaftslehre können sowohl allgemeine als auch akademische Abschlüsse erreicht werden.

### Das Universitätsgelände
Der Campus erstreckt sich auf einem Gebiet von 309 km², mehr als zwanzig Hauptgebäude sind vorwiegend im gotischen Stil erbaut. Außerhalb des Hauptgeländes liegt ein weiteres Teilgelände von 170 km² mit  Freizeiteinrichtungen und Ausbildungsstätten.
Im Hauptgebäude der Universität sind folgende Einrichtungen:
- Große Bibliothek
- Studienzentrum
- Wissenschaftszentrum
- Zentrum für Kommunikation und Sprachen
- Studentenzentrum mit Theater, Mensa, Organisationsbüros, Freizeiteinrichtungen, Konferenzräume, Religionszentrum, Kapelle

Weitere Einrichtungen sind:
- Einkaufszentrum
- Wohngebäude
- Bürogebäude
- Technische Einrichtungen und Technikzentren
- Fitness-Zentren
- Sporthallen, Sportplätze und andere Sporteinrichtungen
- Football-Stadion und Plätze für Leichtathletik
- acht Studentenwohnheime

## Studienphilosophie

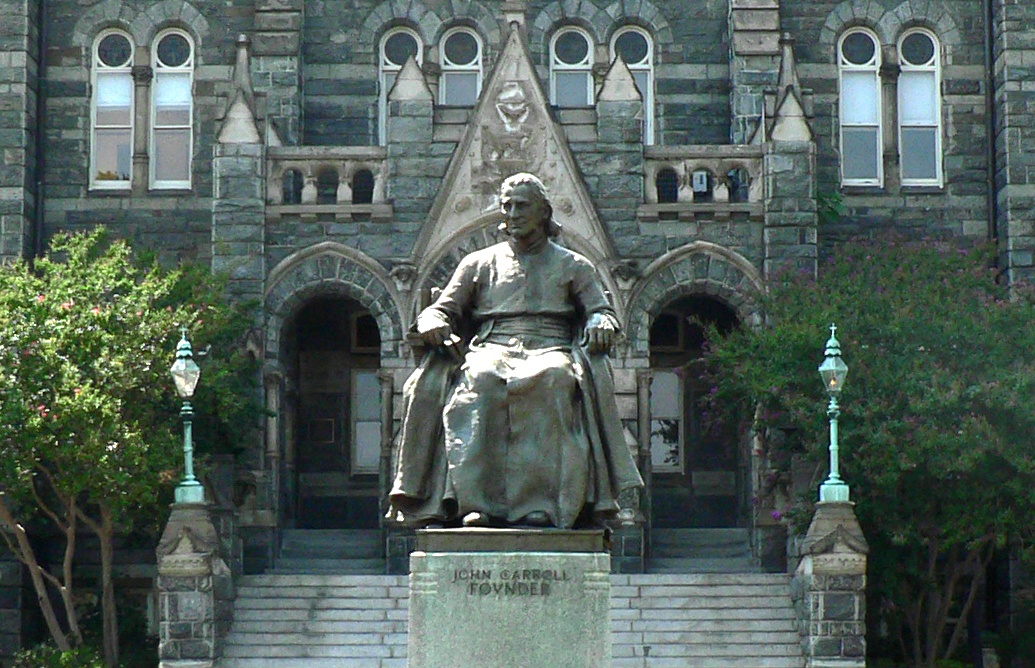
Namensgeber Erzbischof John Carroll (SJ) von Baltimore

In der Hochschule für Kunst und Wissenschaften werden im ersten Jahr zwei Semester für Fremdsprachen, drei Philosophiekurse und zwei Kurse für Religion angeboten. Die Lehrpläne und Studienprogramme richten sich nach den Prinzipien einer katholischen Hochschule der Jesuiten, in der die liberale Kunst gelehrt wird und die Entwicklung auf den ganzheitlichen Menschen ausgerichtet ist. In den Studiengängen soll die Integration von Glauben und Kultur gefördert werden, die Moral und geistigen Prinzipien sollen auf ein verantwortliches gesellschaftliches Handeln angehoben werden. Hiernach erfolgt eine Examensprüfung, deren Bestehen zur Fortsetzung des Studiums in den verschiedenen Universitätszweigen berechtigt. Jährlich werden ein bis zwei Stipendien an Studenten, die die klassischen lateinischen und griechischen Sprachen als Hauptfach belegen, für vier Jahre vergeben.

## Internationale Verbindungen
Alle Studenten können an internationalen Austauschprogrammen teilnehmen, hierzu gestaltet die Universität ein eigenes Programm und arbeitet mit anderen Universitäten zusammen. Es bestehen Austauschprogramm mit der Kansai-Gaidai-Universität, Nanzan-Universität und Sophia-Universität aus Japan. Europäische Universitäten, mit denen die JCU kooperiert sind die Technische Universität Dortmund und die englische Universität von Hull.
Gleichzeitig unterstützt die JCU Programme anderer Universitäten und Instituten der Jesuiten, beispielsweise des Instituts zur Friedensforschung und Konfliktbewältigung in Belfast, des italienischen Seminars in der Vatikanstadt, weiter ein liberales Kunstseminar in London, das Haus der Solidarität in El Salvador und das Jesuiten Beijing-Center.

## Ranking
Der U.S. News & Word Report erstellt jährlich eine Liste mit den „America’s Best Colleges“. Im Jahr 2007 erlangte die JCU im 18ten aufeinanderfolgenden Jahr einen Platz unter den zehn besten Universitäten im Mittelwesten der Staaten. Mit einer Quote von 75 Prozent belegte die JCU in der Bewertung der erlangten Zertifikate ebenfalls einen vorderen Platz.

## Zahlen zu den Studierenden, den Dozenten und zum Vermögen
Im Herbst 2021 waren 3.171 Studierende an der JCU eingeschrieben. Davon strebten 2.660 (83,9 %) ihren ersten Studienabschluss an, sie waren also undergraduates. Von diesen waren 48 % weiblich und 55 % männlich; 3 % bezeichneten sich als asiatisch, 4 % als schwarz/afroamerikanisch, 4 % als Hispanic/Latino und 85 % als weiß. 511 (16,1 %) arbeiteten auf einen weiteren Abschluss hin, sie waren graduates. Es lehrten 307 Dozenten an der Universität, davon 159 in Vollzeit und 148 in Teilzeit. 2006 waren es 3200 Studierende gewesen, betreut von 850 Mitarbeitern, darunter 240 Professoren.
Der Wert des Stiftungsvermögens der Universität lag 2021 bei 289,4 Mio. US-Dollar und damit 26,6 % höher als im Jahr 2020, in dem es 228,7 Mio. US-Dollar betragen hatte.

## Sportvereine
Die Universität hat 21 Sportvereine, die als „Blue Streaks“ bekannt sind und in den verschiedensten Ligen spielen. Das Football-Team spielt im bekannten „Don Shula Stadion“, das 2003 eröffnet wurde.

## Unterkünfte
Auf dem Universitätsgelände leben über 60 Prozent der Studenten in acht Wohnhäusern, bei den Erstseminaristen liegt der Anteil bei 90 Prozent.
- Wohnhäuser für Studenten im ersten Jahr:
  - Pacelli Hall mit einem Platzangebot für 216 Studenten und Studentinnen
  - Sutowski Hall für 171 Studenten
  - Murphy Hall für 408 Erstseminaristen
- Wohnhäuser mit Einzelzimmern für die Studenten im Hauptstudium:
  - Campion Hall für 306 Bewohner,
  - Dolan Hall mit kleinen Appartements für 214 Studenten
  - Hamlin Hall mit 294 Einzelzimmern
  - Millor Hall für 242 Studenten
- Wohnhaus für die Studenten in den Oberstufen:
  - Bernet Hall, Appartementhaus für 100 Oberstufenschüler, „Senior Students“, die Wohnungen bieten Platz für 2, 4 oder 6 Studenten.

## Studentenvereinigungen
Alle Studentenvereinigungen und Studentinnenvereinigungen (Fraternities und Sororities) stehen unter der Beobachtung der Schulleitung und werden durch Ratsgremien vertreten. Ihnen werden Verhaltensregeln vorgegeben, die genau eingehalten werden müssen.
- Studentenvereinigungen unter der Leitung des Interfraternity Council (IFC)[5]
  - Beta Theta Pi (ΒΘΠ), seit 1839
  - Delta Tau Delta (ΔΤΔ), seit 1858
  - Kappa Sigma (ΚΣ), seit 1869
  - Sigma Phi Epsilon (ΣΦΕ), seit 1901
- Studentinnenvereinigungen unter der Leitung des Panhellenic Council[6]
  - Chi Omega (ΧΩ), seit 1895
  - Gamma Phi Beta (ΓΦΒ), seit 1874
  - Kappa Alpha Theta (ΚΑΘ), seit 1870
  - Kappa Delta (ΚΔ), seit 1897
  - Kappa Kappa Gamma (ΚΚΓ), seit 1870